# 張祖榮 (清朝)
張祖榮，直隸顺天府宛平县人，清朝政治人物、进士出身。
康熙十二年，登进士，改庶吉士，授翰林院編修，后升任内阁学士。